# Джелимо, Памела
Памела Джелимо (англ. Pamela Jelimo; род. 5 декабря 1989, Нанди, Рифт-Валли) — кенийская бегунья на средние дистанции, олимпийская чемпионка 2008 года на дистанции 800 метров, чемпионка мира в помещении 2012 года на этой же дистанции. Бронзовый призёр Олимпиады 2012 года на этой же дистанции.

## Биография
В 2008 году выиграла чемпионат Африки на дистанции 800 метров с результатом 1:58.70. Затем победила на Гран-при в Хенгело с новым мировым рекордом для юниоров на дистанции 800 метров — 1:55.76. 1 июня 2008 года на соревнованиях в Берлине установила рекорд Африки на 800 метров. На Олимпийских играх выиграла золотую медаль, тем самым стала первой кенийской женщиной, выигравшей Олимпийские игры. 29 августа 2008 года на соревнованиях в Цюрихе установила личный рекорд — 1:54.01 — это третий результат за всю историю. В 2008 году выиграла Золотую лигу и получила главный приз — 1 млн долларов США.
В начале 2009 года получила травму ахиллового сухожилия и была вынуждена отойти от соревнований. На чемпионате мира 2009 года пробилась в полуфинал, но не смогла закончить дистанцию. В 2010 году победила на дистанции 800 метров на соревнованиях в Кении.
В 2012 году выиграла золото на чемпионате мира в помещении в Стамбуле. На Олимпийских играх 2012 года в Лондоне заняла 4-е место на дистанции 800 метров (всего 0,06 сек Памела проиграла в борьбе за бронзу россиянке Екатерине Поистоговой). После дисквалификации за аномальные показания биопаспорта россиянки Марии Савиновой (1-е место), была признана бронзовым призером.